# 564. Volksgrenadier-Division
Die 564. Volksgrenadier-Division war ein Großkampfverband der deutschen Wehrmacht im Zweiten Weltkrieg.

## Geschichte

### 564. Grenadier-Division

#### Aufstellung
Die Division wurde Ende August 1944 in der 32. Aufstellungswelle auf dem Truppenübungsplatz Döllersheim für den Wehrkreis XVII aus der Anfang August aufgestellten Schatten-Division Döllersheim als 564. Grenadier-Division aufgestellt.

### 564. Volksgrenadier-Division

#### Aufstellung durch Umbenennung
Ende August erfolgte die Umbenennung in 564. Volksgrenadier-Division.

#### Auflösung durch Eingliederung in die 183. VGD
Noch in der Aufstellungsphase befindlich, wurde die Division am 15. September 1944 mit der 183. Volksgrenadier-Division, welche sich aus der ehemaligen 183. Infanterie-Division neu in der Aufstellung befand, zusammengelegt.

## Kommandeur
Kommandeur der Division war Generalleutnant Wolfgang Lange, welcher anschließend die 183. Volksgrenadier-Division übernahm.

## Gliederung
- Grenadier-Regiment 1150 (mit zwei Bataillonen), später Grenadier-Regiment 330
- Grenadier-Regiment 1151 (mit zwei Bataillonen), später Grenadier-Regiment 343
- Grenadier-Regiment 1152 (mit zwei Bataillonen), später Grenadier-Regiment 351
- Artillerie-Regiment 1564 (mit vier Abteilungen), später Artillerie-Regiment 219
- Divisions-Einheiten 1564, später Divisions-Einheiten 219